# Джамаль Мубарак (футболіст)
Джамаль Мубарак (араб. جمال مبارك‎, нар. 21 березня 1974) — кувейтський футболіст, що грав на позиції захисника за клуби «Аль-Тадамон» (Кувейт) та «Аль-Кадісія», а також за національну збірну Кувейту.

## Клубна кар'єра
У дорослому футболі дебютував 1995 року виступами за команду «Аль-Тадамон», у якій провів дев'ять сезонів. 
2004 року перейшов до «Аль-Кадісії», за яку відіграв три сезони. Завершив професійну кар'єру футболіста виступами за цю команду у 2007 році.

## Виступи за збірну
1994 року дебютував в офіційних матчах у складі національної збірної Кувейту.
У складі збірної був учасником кубка Азії 1996 року в ОАЕ та кубка Азії 2000 року в Лівані. На другому турнірі був включений до його символічної збірної.
Загалом протягом кар'єри в національній команді, яка тривала 11 років, провів у її формі 108 матчів, забивши 9 голів.